# Conclave del 1431
Il conclave del 1431 venne convocato a seguito della morte del papa Martino V e si concluse con l'elezione del papa Eugenio IV.

## Situazione generale
Il 2 marzo 1431 tutti i cardinali presenti a Roma entrarono in conclave a Santa Maria sopra Minerva. Era il primo conclave che si teneva a Roma dopo le vicende del Concilio di Costanza e soprattutto il primo dopo l'insperata ricomposizione dello Scisma d'occidente.
Inizialmente gli elettori prepararono e sottoscrissero la capitolazione del conclave. I termini della capitolazione erano i seguenti:
- Metà dei ricavi papali doveva essere condiviso con il Collegio dei Cardinali
- Nessun grande problema doveva essere risolto senza consultare il parere del Collegio cardinalizio

Il primo scrutinio ebbe luogo il giorno successivo e si concluse con l'unanime elezione del cardinale Gabriele Condulmer che prese il nome di Eugenio IV. L'11 marzo fu incoronato solennemente nella Basilica Vaticana dal cardinale Lucido Conti, protodiacono di Santa Maria in Cosmedin.

## Collegio cardinalizio all'epoca del conclave

### Presenti in conclave
| Nome                           | Paese                     | Titolo                                                                                  | Ruolo                                                                                       | Nascita    | Concistoro | Creato da               |
| ------------------------------ | ------------------------- | --------------------------------------------------------------------------------------- | ------------------------------------------------------------------------------------------- | ---------- | ---------- | ----------------------- |
| Giordano Orsini                | Stato Pontificio          | Cardinale vescovo di Albano; Cardinale presbitero in commendam di San Lorenzo in Damaso | Penitenziere Maggiore; Decano del Collegio cardinalizio                                     | 1360/1370  | 12/06/1405 | papa Innocenzo VII      |
| Antonio Correr, C.R.S.G.A.     | Repubblica di Venezia     | Cardinale vescovo di Porto e Santa Rufina                                               | Arciprete della Basilica di San Pietro in Vaticano                                          | 15/07/1359 | 09/05/1408 | papa Gregorio XII       |
| Gabriele Condulmer, C.R.S.G.A. | Repubblica di Venezia     | Cardinale presbitero di San Clemente                                                    | Cardinale protopresbitero                                                                   | 11/01/1383 | 09/05/1408 | papa Gregorio XII       |
| Antonio Panciera               | Repubblica di Venezia     | Cardinale presbitero di Santa Susanna                                                   | Amministratore apostolico di Frascati; Camerlengo del Collegio cardinalizio                 | 1350/1360  | 06/06/1411 | antipapa Giovanni XXIII |
| Alfonso Carrillo de Albornoz   | Regno di Castiglia e León | Cardinale presbitero dei Santi Quattro Coronati                                         | Amministratore apostolico di Sigüenza; Arciprete della Basilica di San Giovanni in Laterano | 1384 circa | 22/09/1408 | antipapa Benedetto XIII |
| Branda Castiglioni             | Ducato di Milano          | Cardinale presbitero di San Clemente                                                    |                                                                                             | 04/02/1350 | 06/06/1411 | antipapa Giovanni XXIII |
| Jean de la Rochetaillée        | Regno di Francia          | Cardinale presbitero di San Lorenzo in Lucina                                           | Arciprete della Basilica Liberiana di Santa Maria Maggiore                                  | 1365 circa | 24/05/1426 | papa Martino V          |
| Antonio Casini                 | Repubblica di Siena       | Cardinale presbitero di San Marcello                                                    | Amministratore apostolico di Grosseto                                                       | 1378 circa | 24/05/1426 | papa Martino V          |
| Niccolò Albergati              | Signoria di Bologna       | Cardinale presbitero di Santa Croce in Gerusalemme                                      | Amministratore apostolico di Bologna; Camerlengo di Santa Romana Chiesa                     | 23/02/1373 | 24/05/1426 | papa Martino V          |
| Lucido Conti                   | Stato Pontificio          | Cardinale diacono di Santa Maria in Cosmedin                                            | Cardinale protodiacono                                                                      | 23/10/1388 | 06/06/1411 | antipapa Giovanni XXIII |
| Ardicino della Porta           | Ducato di Milano          | Cardinale diacono dei Santi Cosma e Damiano                                             |                                                                                             | 1370/1380  | 24/05/1426 | papa Martino V          |
| Prospero Colonna               | Stato Pontificio          | Cardinale diacono di San Giorgio in Velabro                                             |                                                                                             | 1410 circa | 24/05/1426 | papa Martino V          |
| Giuliano Cesarini              | Stato Pontificio          | Cardinale diacono di Sant'Angelo in Pescheria                                           |                                                                                             | 1398 circa | 08/11/1430 | papa Martino V          |

### Assenti in conclave
| Nome                        | Paese                     | Titolo                                               | Ruolo                                  | Nascita    | Concistoro | Creato da               |
| --------------------------- | ------------------------- | ---------------------------------------------------- | -------------------------------------- | ---------- | ---------- | ----------------------- |
| Pierre de Foix, O.F.M.      | Regno di Francia          | Cardinale presbitero di Santo Stefano al Monte Celio | Amministratore apostolico di Comminges | 1386 circa | 09/1414    | antipapa Giovanni XXIII |
| Louis Aleman                | Regno di Francia          | Cardinale presbitero di Santa Cecilia                | Amministratore apostolico di Arles     | 1390 circa | 24/05/1426 | papa Martino V          |
| Henry Beaufort              | Regno d'Inghilterra       | Cardinale presbitero di Sant'Eusebio                 | Vescovo di Winchester                  | 1374 circa | 24/05/1426 | papa Martino V          |
| Juan de Cervantes           | Regno di Castiglia e León | Cardinale presbitero di San Pietro in Vincoli        | Amministratore apostolico di Tui       | 1380 circa | 24/05/1426 | papa Martino V          |
| Hugues Lancelot de Lusignan | Regno di Cipro            | Cardinale diacono di Sant'Adriano al Foro            | Arcivescovo di Nicosia                 | 1380/1385  | 24/05/1426 | papa Martino V          |

## Cardinali non elettori
| Nome                          | Paese            | Titolo                                          | Ruolo                                                                          | Nascita    | Concistoro | Creato da      |
| ----------------------------- | ---------------- | ----------------------------------------------- | ------------------------------------------------------------------------------ | ---------- | ---------- | -------------- |
| Domingo Ram y Lanaja          | Corona d'Aragona | Cardinale presbitero dei Santi Giovanni e Paolo | Amministratore apostolico di Lérida                                            | 1345 circa | 23/07/1423 | papa Martino V |
| Juan Casanova, O.P.           | Corona d'Aragona | Cardinale presbitero                            | Amministratore apostolico di Elne                                              | 1387 circa | 08/11/1430 | papa Martino V |
| Guillaume Ragutel de Montfort | Regno di Francia | Cardinale presbitero                            | Vescovo di Saint-Malo                                                          | 1370/1380  | 08/11/1430 | papa Martino V |
| Domenico Capranica            | Stato Pontificio | Cardinale diacono di Santa Maria in Via Lata    | Amministratore apostolico di Fermo; Legato apostolico di Perugia e dell'Umbria | 31/05/1400 | 23/07/1423 | papa Martino V |